# Мау (Уттар-Прадеш)
Мау (англ. Mau, хинди मऊ) — город на севере Индии, в штате Уттар-Прадеш, административный центр одноимённого округа.

## География
Город находится в восточной части Уттар-Прадеша, на правом берегу реки Чхоти-Сарджу (бассейн реки Ганг), на высоте 63 метров над уровнем моря.
Мау расположен на расстоянии приблизительно 270 километров к востоку-юго-востоку (ESE) от Лакхнау, административного центра штата и на расстоянии 680 километров к востоку-юго-востоку от Нью-Дели, столицы страны.

## Демография
По данным официальной переписи 2011 года численность населения города составляла 279 060 человек, из которых мужчины составляли 51,3 %, женщины — соответственно 48,7 %. Уровень грамотности взрослого населения составлял 67,1 %. Уровень грамотности среди мужчин составлял 71,8 %, среди женщин — 62,3 %. 14,6 % населения составляли дети до 6 лет.
Динамика численности населения города по годам:
| 1991    | 2001    | 2011    |
| ------- | ------- | ------- |
| 136 697 | 210 071 | 279 060 |

## Транспорт
Сообщение Мау с другими городами Индии осуществляется посредством железнодорожного и автомобильного транспорта. Ближайший аэропорт расположен в городе Горакхпур.